# إيفان نيلسن
إيفام نيلسن (بالدنماركية: Ivan Nielsen)‏، من مواليد 9 أكتوبر 1956، لاعب كرة قدم دنماركي سابق، ومدرب كرة قدم دنماركي سابق.
لعب مع منتخب الدنمارك لكرة القدم.

## روابط خارجية
- إيفان نيلسن على موقع الاتحاد الدولي (مؤرشف)  (الإنجليزية)
- إيفان نيلسن على موقع قاعدة بيانات كرة القدم.إي يو (الإنجليزية)
- إيفان نيلسن على موقع ناشيونال فوتبول تيمز (الإنجليزية)
- إيفان نيلسن على موقع Soccerway.com (الإنجليزية)